# La Rue des rêves
Pour les articles homonymes, voir Dream Street.
Pour plus de détails, voir Fiche technique et Distribution.
La Rue des rêves (Dream Street) est un film américain réalisé par D. W. Griffith, sorti en 1921, avec Carol Dempster. En tournant ce film, son réalisateur rendra relativement célèbre le procédé du Photokinema.

## Synopsis
Gypsy Fair, danseuse de music-hall, est admirée par Spike McFadden, une brute avec une belle voix, et son frère, Billy, un timide compositeur et poète. Elle est aussi convoitée par Swan Way, un Chinois qui va chercher à se venger quand Gypsy va le rejeter et en plus révéler l'existence de son tripot clandestin. Un des hommes de Swan Way tente de dévaliser Billy, mais le jeune homme le tue. Spike endosse la responsabilité du crime à la place de son frère, mais Swan Way fait croire que c'est Gypsy qui l'a donné à la police. Lors de l'enquête, Billy sauve Spike en admettant le crime et est acquitté pour légitime défense. Billy trouve le succès comme compositeur, tandis que Spike et Gypsy signent un contrat pour une importante production.

## Fiche technique
- Titre original : Dream Street
- Titre français : La Rue des rêves
- Réalisation : D. W. Griffith
- Scénario : D. W. Griffith (sous le pseudonyme de Roy Sinclair), d'après les nouvelles Gina of Chinatown and The Lamp in the Window de Thomas Burke
- Direction artistique : C. Blythe Sherwood
- Décors : Charles M. Kirk
- Photographie : Hendrik Sartov
- Musique : Louis Silvers
- Montage : James Smith et Rose Smith
- Production : D. W. Griffith
- Société de production : D. W. Griffith, Inc.
- Société de distribution : United Artists
- Pays d'origine :  États-Unis
- Langue originale : anglais
- Format : noir et blanc - 35 mm — 1,37:1 - film muet[1]
- Genre : Film dramatique
- Durée : 136 minutes[2]
- Date de sortie :
  - États-Unis : 12 avril 1921 (première au Central Theatre de New York)

## Distribution
- Carol Dempster : Gypsy Fair
- Ralph Graves : James Spike McFadden
- Charles Emmett Mack : Billy McFadden
- Edward Peil Sr. : Swan Way
- Tyrone Power Sr. : le prêcheur de rue
- Morgan Wallace : le violoniste masqué
- William J. Ferguson : le père de Gypsy
- George Neville : Tom Chudder
- Charles Slattery : l’inspecteur de police
- Porter Strong : Samuel Jones